# Minuteman

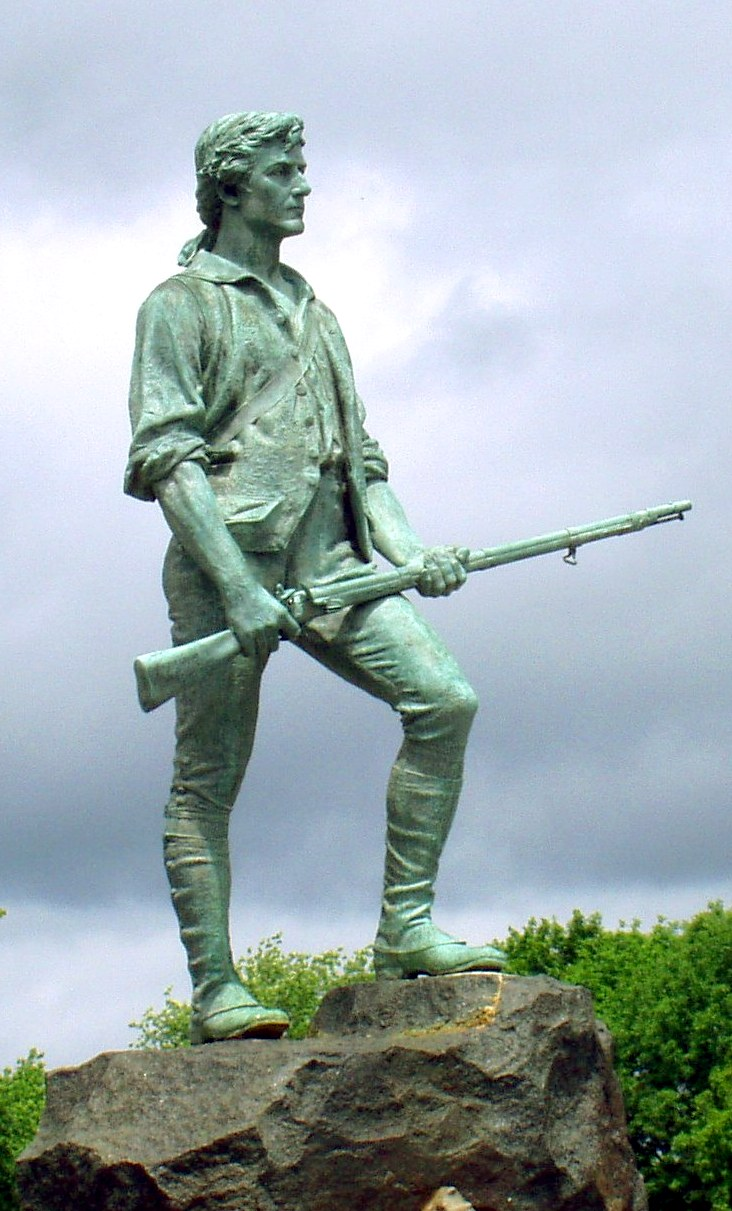
Lexington Minuteman, statuie din orașul Lexington reprezentându-l pe John Parker

Minutemen (în plural; la singular: minuteman) este numele dat luptătorilor din milițiile populare din coloniile americane, care trebuia să fie gata de luptă într-un minut după darea alarmei. 
Termenul minutemen a fost folosit pentru denumirea mai multor unități militare americane de mai târziu, pentru a aminti de succesul și patriotismul primilor voluntari din timpul războiului de independență.